# Bucareli
Bucareli är en ort i Mexiko.   Den ligger i kommunen Gómez Palacio och delstaten Durango, i den centrala delen av landet, 800 km nordväst om huvudstaden Mexico City. Bucareli ligger 1 121 meter över havet och antalet invånare är 505.
Terrängen runt Bucareli är huvudsakligen platt, men åt sydväst är den kuperad. Runt Bucareli är det tätbefolkat, med 411 invånare per kvadratkilometer. Närmaste större samhälle är Torreón, 17,6 km sydost om Bucareli. Omgivningarna runt Bucareli är i huvudsak ett öppet busklandskap.